# Lost in the New Real
Lost in the New Real è il secondo album in studio del cantautore olandese Arjen Anthony Lucassen, pubblicato nel 2012 dalla Inside Out Music.

## Descrizione
Prima pubblicazione da solista di Lucassen a distanza di 16 anni, si tratta di un concept album incentrato sulla storia di Mr. L, un uomo del XXI secolo che è stato crioconservato al momento della morte clinica da una malattia terminale. L'album comincia con il risveglio del protagonista in un futuro lontano, dove la tecnologia è abbastanza avanzata per curare la sua malattia. Tuttavia Mr. L si trova in un mondo drasticamente cambiato, al punto che la linea tra realtà e finzione non è più chiara.
Il secondo disco dell'album comprende cinque brani inediti appartenenti alla storia e cinque reinterpretazioni.

## Tracce
Testi e musiche di Arjen Anthony Lucassen, eccetto dove indicato.
CD 1
1. The New Real – 6:24
2. Pink Beatles in a Purple Zeppelin – 3:36
3. Parental Procreation Permit – 5:03
4. When I'm a Hundred Sixty-Four – 2:30
5. E-Police – 4:06
6. Don't Switch Me Off – 4:06
7. Dr. Slumber's Eternity Home – 3:51
8. Yellowstone Memorial Day – 3:31
9. Where Pigs Fly – 3:47
10. Lost In the New Real – 10:19

CD 2
1. Our Imperfect Race – 6:27
2. Welcome to the Machine – 4:45 (Roger George Waters) – originariamente interpretata dai Pink Floyd
3. So Is There No God? – 4:41
4. Veteran of the Psychic Wars – 4:34 (Michael Moorcock, Eric Jay Bloom) – originariamente interpretata dai Blue Öyster Cult
5. The Social Recluse – 3:55
6. Battle of Evermore – 5:28 (Jimmy Page, Robert Plant) – originariamente interpretata dai Led Zeppelin
7. The Space Hotel – 3:49
8. Some Other Time – 3:21 (Alan Parsons, Eric Norman Woolfson) – originariamente interpretata dal The Alan Parsons Project
9. You Have Entered the Reality Zone – 3:24
10. I'm the Slime – 2:53 (Frank Zappa) – originariamente interpretata da Frank Zappa

## Formazione
- Arjen Anthony Lucassen – voce di Mr. L, strumentazione, produzione, registrazione, missaggio, mastering
- Rutger Hauer – voce di Dr. Voight-Kampff
- Ed Warby, Rob Snijders – batteria
- Wilmer Waarbroek – cori
- Ben Mathot – violino
- Maaike Peterse – violoncello
- Jeroen Goossen – flauto
- Elvya Dulcimer – hammered dulcimer e voce (CD 2: traccia 6)
- Gjalt Lucassen – megafono (CD 2: traccia 10)

## Classifiche
| Classifica (2012) | Posizione massima |
| ----------------- | ----------------- |
| Germania          | 82                |
| Paesi Bassi       | 16                |